# Copa de Competencia de Tercera División 1937
La Copa de Competencia de Tercera División 1937, fue la última edición de esta competición oficial y de carácter nacional de la tercera categoría. Fue la segunda copa de competencia organizada por la Asociación del Fútbol Argentino.
Participaron todos los equipos de la Tercera División.
La competencia consagró campeón por primera vez al Justo José de Urquiza, al vencer por 1 a 0 en la final a Acassuso.

## Sistema de disputa
Doce de los participantes se enfrentaron bajo eliminación directa a dos partidos, disputándose partidos desempate en caso de igualdad de goles. Los seis ganadores avanzaron a la fase final.

### Fase final
Los ocho clasificados se enfrentaron bajo eliminación directa a único partido. El ganador se consagró campeón.

## Equipos participantes
| Equipo                | Ciudad          |
| --------------------- | --------------- |
| Acassuso              | San Isidro      |
| Bella Vista           | Bella Vista     |
| Boulogne              | Boulogne        |
| Central Argentino     | Villa Maipú     |
| El Progreso           | Lanús           |
| Estrella Blanca       | Lanús           |
| Florida               | Sp. Florida     |
| Huracán de San Justo  | San Justo       |
| Justo José de Urquiza | Caseros         |
| Los Andes             | Lomas de Zamora |
| Marplatense           | Lanús           |
| Sp. Palermo           | Buenos Aires    |
| Progresista           | Gerli           |
| Ramsar                | Ramos Mejía     |

|  |

### Distribución geográfica de los equipos
| Región                        | Cant. | Equipos                                    |
| ----------------------------- | ----- | ------------------------------------------ |
| Partido de Lanús              | 3     | El Progreso, Estrella Blanca y Marplatense |
| Partido de San Isidro         | 2     | Acassuso y Boulogne                        |
| Partido de La Matanza         | 2     | Huracán de San Justo y Ramsar              |
| Partido de Avellaneda         | 1     | Progresista                                |
| Partido de General San Martín | 1     | Central Argentino                          |
| Partido de Lomas de Zamora    | 1     | Los Andes                                  |
| Partido de San Miguel         | 1     | Bella Vista                                |
| Partido de Tres de Febrero    | 1     | Justo José de Urquiza                      |
| Partido de Vicente López      | 1     | Sp. Florida                                |
| Ciudad de Buenos Aires        | 1     | Sp. Palermo                                |

## Fase preliminar
|  | Progresista | 1:0 | Central Argentino |  |  |

|  | Central Argentino | 2:2 | Progresista |  |  |

|  | Ramsar | 2:1 | El Progreso |  |  |

|  | El Progreso | 5:0 | Ramsar |  |  |

|  | Acassuso | 3:0 | Boulogne |  |  |

|  | Boulogne | 3:5 | Acassuso |  |  |

|  | Bella Vista | 1:1 | Estrella Blanca |  |  |

|                                  | Estrella Blanca | vs. | Bella Vista |  |  |
| Estrella Blanca ganó los puntos. |                 |     |             |  |  |

|  | Marplatense | 0:1 | Sp. Palermo |  |  |

|  | Sp. Palermo | 0:1 | Marplatense |  |  |

|  | Huracán de San Justo | 0:1 | Justo José de Urquiza |  |  |

|  | Justo José de Urquiza | 1:2 | Huracán de San Justo |  |  |

### Desempate
|  | Marplatense | 3:1 | Sp. Palermo |  |  |

|                                        | Huracán de San Justo | vs. | Justo José de Urquiza |  |  |
| Justo José de Urquiza ganó los puntos. |                      |     |                       |  |  |

## Fase final

### Cuadro de desarrollo
|  | Cuartos de final      | Cuartos de final |                 |                       | Semifinales | Semifinales           |   |  | Final | Final |  |
|  |                       |                  |                 |                       |             |                       |   |  |       |       |  |
|  |                       |                  |                 |                       |             |                       |   |  |       |       |  |
|  | El Progreso           | 1                |                 |                       |             |                       |   |  |       |       |  |
|  | El Progreso           | 1                |                 |                       |             |                       |   |  |       |       |  |
|  | Justo José de Urquiza | 2                |                 |                       |             |                       |   |  |       |       |  |
|  | Justo José de Urquiza | 2                |                 | Justo José de Urquiza | 2           |                       |   |  |       |       |  |
|  |                       |                  |                 | Justo José de Urquiza | 2           |                       |   |  |       |       |  |
|  |                       |                  | Estrella Blanca | 0                     |             |                       |   |  |       |       |  |
|  | Estrella Blanca       |                  | Estrella Blanca | 0                     |             |                       |   |  |       |       |  |
|  |                       |                  |                 |                       |             |                       |   |  |       |       |  |
|  | Sp. Florida           |                  |                 |                       |             |                       |   |  |       |       |  |
|  |                       |                  |                 |                       |             | Justo José de Urquiza | 1 |  |       |       |  |
|  |                       |                  |                 |                       |             |                       | 1 |  |       |       |  |
|  |                       |                  | Acassuso        | 0                     |             |                       |   |  |       |       |  |
|  | Los Andes             | 5                | Acassuso        | 0                     |             |                       |   |  |       |       |  |
|  | Los Andes             | 5                |                 |                       |             |                       |   |  |       |       |  |
|  | Marplatense           | 1                |                 |                       |             |                       |   |  |       |       |  |
|  | Marplatense           | 1                |                 | Los Andes             | 1           |                       |   |  |       |       |  |
|  |                       |                  |                 | Los Andes             | 1           |                       |   |  |       |       |  |
|  |                       |                  | Acassuso        | 3                     |             |                       |   |  |       |       |  |
|  | Acassuso              | 2                | Acassuso        | 3                     |             |                       |   |  |       |       |  |
|  | Acassuso              | 2                |                 |                       |             |                       |   |  |       |       |  |
|  | Progresista           | 1                |                 |                       |             |                       |   |  |       |       |  |
|  | Progresista           | 1                |                 |                       |             |                       |   |  |       |       |  |
|  |                       |                  |                 |                       |             |                       |   |  |       |       |  |

### Final
| 5 de diciembre | Justo José de Urquiza | 1:0 | Acassuso | Estadio Olímpico de Colombres, Buenos Aires |  |
|                |                       |     | Anotado  |                                             |  |

|                                           |
|                                           |
| Campeón Justo José de Urquiza 1.er título |